# Académie littéraire de Bretagne et des Pays de la Loire
 (janvier 2021).
L’Académie littéraire de Bretagne et des Pays de la Loire est une association loi de 1901 qui promeut depuis 1949 la langue française et la francophonie, dans le domaine littéraire, poétique et plastique. Elle attribue chaque année plusieurs prix, dont :
- Prix de l'Académie littéraire de Bretagne et des Pays de la Loire[1]
- Grand prix Jules-Verne
- Prix de poésie Yves-Cosson
- Prix de Loire-Atlantique
- Prix Robert Le Ricolais du livre d’architecture

Elle organise des manifestations culturelles et publie chaque année les Cahiers de l’Académie littéraire de Bretagne et des Pays de la Loire, sur un thème chaque fois différent auxquels contribuent ses membres. Elle comprend trente membres actifs, des membres honoraires, des membres d'honneur et correspondants. Ils sont écrivains, mais aussi artistes, scientifiques, journalistes, et personnalités culturelles. La plupart des académiciens poursuivent une œuvre personnelle dont l'Académie se fait régulièrement l'écho.

## Historique
Au lendemain de la Seconde Guerre mondiale, en 1949, l’écrivain nantais François Lacroix, journaliste au Populaire de l’Ouest, caressa l’idée de créer à Nantes un lieu de rencontre pour permettre aux auteurs et poètes de se mieux connaître et de promouvoir leur action. Au 28, rue Kervégan, il accepta pour la structure naissante l’hospitalité de son ami Georges-Jacques Ménard, propriétaire du restaurant Le Régence. Cette enseigne inspira à l’Académie sa dénomination première. Dans l’édition 2001 des Cahiers de l’Académie de Bretagne et des Pays de la Loire, Philippe Hervouet rappela les propos du restaurateur : « C’est là que nous avons imaginé le principe de cette académie après avoir longuement discuté devant un verre d’Alexandra — c’était le cocktail à la mode. Ce serait une société à la fois littéraire et gastronomique ! En fait cela a commencé comme un club littéraire et ce n’est devenu l’Académie Régence que quelques mois après ».
L’arrivée de Bernard Roy, quelques mois plus tard, donna une tout autre dimension au projet. Ce dernier, né le 14 février 1888 à Nantes, était le fils de Donatien Roy et le frère du peintre surréaliste Pierre Roy. Conservateur du musée des Salorges de 1924 à 1953, il assuma cette même responsabilité au musée Dobrée. Sacha Bauquin, membre de l’Académie, souligna les multiples facettes de l’homme : « Écrivain, auteur de pièces de théâtre, romancier, conférencier, éblouissant dans l’art de la conversation, peintre de la marine… Il savait tout faire ».
Il devint le premier chancelier de l’Académie en 1950, assisté de François Lacroix comme secrétaire général, et exerça cette responsabilité jusqu’en 1954, avant de céder la place à Yves Leparoux. À la création de l’Académie en 1949 figuraient parmi les membres fondateurs Émile Decré, Yves Leparoux (vice-chancelier de 1951 à 1954, puis chancelier de 1955 à 1976), Edmond Moulin, Thomas Narcejac (entré en 1949, il sera secrétaire général de 1952 à 1970), Fernand Ridel, Henri Villandre et Alexandre Vincent.
En 1953, l’Académie attribuera pour la première fois un prix littéraire. Il sera décerné à Luce Godeau pour son livre Un bourg sans histoire. En 1964, à l’initiative de Jean Bruneau — dessinateur et peintre entré en 1963 — parut le premier numéro des Cahiers de l’Académie. Cette publication n’a cessé de paraître depuis. Par la suite, chaque nouveau numéro comprendra pendant de nombreuses années huit dessins légendés par l’artiste, en lien avec le sujet central de l’année. À travers le temps, ce seront plus de 200 dessins saisis sur le vif qui seront ainsi publiés.
En 1979, un dessin humoristique réalisé par Henri Bouyer pour les 30 ans de l’Académie — il rejoignit les rangs de l’Académie en 1952 en sera membre jusqu’en 1994 —, mentionne des visages de Georges Jean Ménard, du préfet Maurice Roche, Yves Leparoux, Edmond Moulin (l’imprimeur des premiers ouvrages couronnés par l’Académie), le bâtonnier Alexandre Vincent, François Lacroix. Figurent assis sur ce même dessin Jean Merrien, Fernand Ridel, Henri Bouyer, Thomas Narcejac, le préfet P. H. Rix, Luc Benoits, Henri Villandre et Émile Decré.
Au fil de son histoire, l'Académie Régence deviendra l'Académie de Bretagne, puis l'Académie littéraire de Bretagne et des Pays de la Loire.

## Chanceliers
- 1950-1953 : Bernard Roy
- 1953-1976 : Yves Leparoux
- 1977-1999 : Jean de Malestroit
- 2000-2015 : Jean-Yves Paumier
- 2015-2021 : Noëlle Ménard[2]
- Depuis 2021 : Dominique Pierrelée

## Lauréats depuis 1953

### Prix littéraire de l'Académie de Bretagne
- 1953 : Luce Godeau, Un bourg sans histoire, éditions ALR.
- 1954 : Jobic Le Bihan, Cavalcade, éditions ALR.
- 1955 : Auguste Viet, Côte sauvage, éditions ALR.
- 1956 : Gédéon Lasage, On s'est trompé de Nègre, éditions ALR.
- 1957 : Roger Lesage, Montagnes de violence.
- 1958 : Charles Le Quintrec, Les Chemins de Kergrist, Albin Michel.
- 1959 : Albert Delaunay, Le Journal d'un biologiste, Plon.
- 1960 : Paulette Houdyer, Mélancolie, Julliard.
- 1961 : Paul Guimard, L'Ironie du sort, Denoël.
- 1962 : Georges Blond, La Marne, Presses de la Cité.
- 1963 : Jean Sullivan, Mais il y a la mer, Gallimard.
- 1964 : Pierre Schoendoerffer, La 317ème section, La Table Ronde.
- 1965 : François Ponthier, Le Rendez-vous de Bassora, Presses de la Cité.
- 1966 : Georges Bordonove, Les Lances de Jérusalem, Presses de la Cité.
- 1967 : Roger Besus, Le Maître, Plon.
- 1968 : Roger Frison-Roche, Les montagnards de la nuit, Arthaud.
- 1969 : Bernard de Kerraoul, Tissant sa toile, Julliard.
- 1970 : Paul Wagner, Graine d'ortie, Robert Laffont.
- 1971 : Benoîte Groult, La Part des choses, Grasset.
- 1972 : Jacques Nels, La Colline de Chaillot, Grasset.
- 1973 : Guy Ganachaud, Le Veilleur d'Athènes, Seuil.
- 1974 : Jean Lainé, Le Galicien, France-Empire.
- 1975 : Pierre-Jakez Hélias, Le Cheval d'orgueil, Plon.
- 1976 : Gabriel Delaunay, Nul ne sait le jour, Albin Michel.
- 1977 : Jean Raspail, Le Jeu du roi, Robert Laffont.
- 1978 : Jean-Claude Andro, La Maison profonde, Flammarion.
- 1979 : Nicolas Bréhal, Les Étangs de Wooldfield, Mercure de France.
- 1980 : François Debré, Le Livre des égarés, Flammarion.

### Prix de l'Académie littéraire de Bretagne et des Pays de la Loire
- 2009 : Jean Echenoz, Courir, Minuit.
- 2010 : Anne Wiazemsky, Mon enfant de Berlin, Gallimard.
- 2011 : Philippe Forest, Le Siècle des nuages, Gallimard.
- 2012 : Metin Arditi, Turquetto, Actes Sud.
- 2013 : Mathias Énard, Rue des Voleurs, Actes Sud.
- 2014 : Valentine Goby, Kinderzimmer, Actes Sud.
- 2015 : Gaëlle Josse, Le Dernier Gardien d'Ellis Island, Notabilia.
- 2016 : Olivier Bourdeaut, En attendant Bojangles, Finitude.
- 2017 : Édouard Launet, Sorbonne Plage, Stock.
- 2018 : Jean-Luc Bannalec, L'Inconnu du Port Belon, Presses de la Cité.
- 2019 : Julia Kerninon, Ma dévotion, La brune au Rouergue.
- 2020 : Grégoire Kauffmann, Hôtel de Bretagne.

### Grand prix Jules-Verne
- 1981 : Danielle Delouche, La Malouine, Flammarion.
- 1982 : Charles Bertin, Les Jardins du désert, Flammarion.
- 1983 : Elisabeth Bouillon, Les Enfants du Titanic, Hachette.
- 1984 : Frédéric Hulot, L'Homme au cheval gris, Pygmalion.
- 1985 : Marcel Clébant, L'île des oubliés, Robert Laffont[3],[4].
- 1986 : Claude Chebel, L'Épervier d'Amérique, J.-C. Lattès.
- 1987 : Henri Coulonges, Les Frères Morane, Stock.
- 1988 : Ronald Lavallée, Tchypayuk ou le chemin du loup, Albin Michel.
- 1990 : Théodore Monod, Méharée, Actes Sud.
- 1991 : Henri Lopes, Le Chercheur d'Afrique, Seuil.
- 1992 : Jean-Michel Barrault, Mer misère, Pierre Seghers.
- 1992 : Philippe Frey, Nomade blanc, Robert Laffont.
- 1993 : Claude-Marie Vadrot, Sur les traces de Michel Strogoff, Plon.
- 1994 : Jacques Lacarrière, L'Envol d'Icare, Seghers.
- 1995 : Guy Deleury, Le Gardien du Gange, Robert Laffont.
- 1996 : Jean-Pierre Campagne, Indiennes, Denoël.
- 1997 : Jean-Paul Kauffmann, La Chambre noire de Longwood, La Table Ronde.
- 1998 : Robert Solé, Égypte, passion française, Le Seuil.
- 1999 : Michel de Grèce, L'Impératrice des adieux, Plon.
- 2000 : Jean Malaurie, Hummock, Plon.
- 2001 : François Bizot, Le Portail, La Table Ronde.
- 2002 : Yvon Chatelin, Audubon. Peintre, naturaliste, aventurier, France Empire.
- 2003 : Ariane Audouin-Dubreuil, La Croisière jaune, Glénat.
- 2004 : Jean Raspail, Les Royaumes de Borée, Albin Michel.
- 2005 : Joëlle Dusseau, Jules Verne, Perrin.
- 2006 : Jean-Louis Étienne, Clipperton, l'atoll du bout du monde, Seuil.
- 2007 : Francis Hure, Portrait de Pechkoff, de Fallois.
- 2008 : Philippe Dossa, L'homme blanc, Joca Seria.
- 2009 : Claude Shopp, Le Salut de l'Empire, Phébus.
- 2010 : Xavier Noël, Paschal Grousset : de la Commune à la Chambre des députés, de Jules Verne à l'olympisme, Impressions nouvelles.
- 2011 : Roger Faligot, Les Sept Portes du monde, Plon.
- 2012 : Sylvie Brunel, Géographie amoureuse du monde, Lattès.
- 2013 : Gaspard-Marie Janvier, Quel trésor, Fayard.
- 2014 : Romain Puértolas, L'Extraordinaire Voyage du fakir qui était resté coincé dans une armoire Ikea, Le Dilettante[5].
- 2015 : Bruno Fuligni, Tour du monde des terres françaises oubliées, Editions du Trésor.
- 2016 : François Bellec, Le Testament de La Pérouse, Lattès
- 2017 : Cyrille P. Coutansais, L'Empire des Mers, Atlas historique de la France maritime, Editions du CNRS.
- 2018 : Arnaud de La Grange, Les Vents noirs.
- 2019 : Jean-Michel Riou, 10 000 jours pour l'humanité.
- 2020 : Alain Quella-Villéger, Pierre Loti, une vie de Roman, Calmann-Lévy[6].
- 2021 : Catherine Faye et Marine Sanclemente, L'Année des deux dames, Paulsen.